# Herbert Joseph Leary
Herbert Joseph Leary Jr. (ur. 26 marca 1937 w Nowym Orleanie, zm. 8 stycznia 2009 w Edison) – amerykański inżynier, chemik, wykładowca University of Louisiana w Lafayette.

## Życiorys
Herbert Joseph Leary Jr. był synem Herberta Josepha seniora i Cecilii Bass. W 1959 roku ukończył studia na Dillard University w Nowym Orleanie, w 1971 roku uzyskał doktorat z chemii na University of Iowa. Przez wiele lat pracował i mieszkał w Essex Junction w stanie Vermont, następnie został starszym inżynierem IBM Corporation w Fishkill w stanie Nowy Jork. Po odejściu na emeryturę powrócił do działalności naukowej, zostając wykładowcą chemii na University of Louisiana w Lafayette. Zmarł 8 stycznia 2009 roku w Haven Hospice w Edison w stanie New Jersey.
Był żonaty z Lucille Godreaux, mieli dwoje dzieci: Kimberlyn Leary oraz Herberta Josepha Leary'ego III. Jego imieniem nazwano fundusz edukacyjny powołany dla wspierania młodzieży pochodzenia afroamerykańskiego, latynoamerykańskiego, azjatyckiego oraz rdzennych Amerykanów.